# 뮤클캐스트
《뮤클캐스트》(Mukulcast)는 대한민국 최대의 비영리 목적의 인터넷 라디오 방송국이다. 2000년 7월 시작하였다.

## 진행
CJ는 대다수가 여성이 맡고 있다. 현재 소속되어 있는 정규진행자(CJ)는 해당 게시판과 연결되어 있다.
| 평일 - 아이 (방송시간 20:00 ~ 22:00) - 구피 (방송시간 14:00 ~ 16:00) 주말 - 로엔 (방송시간 22:00 ~ 24:00) | 휴방 - 신지 - 소리 - 희원 - 시원 - 백작마녀 |

## 기반 소프트웨어
2007년 12월 기준으로, 윈앰프, 인터넷 익스플로러, 윈도우 미디어 플레이어 9, 리얼원 플레이어, inLive 플레이어, 뮤클플레이어, 알송, 곰플레이어, 곰오디오, XMMS, 아이튠즈, 퀵타임, 리듬박스(Rhythmbox, 리눅스용), MPlayer, sayradio 등을 사용하여 24시간 방송을 들을 수 있다. 또한 2014년부터 팟캐스트를 통해 다시듣기 서비스를 하고있으며, 아프리카TV에서도 생중계로 방송을 청취할
```
수 있다.
```

## 연혁
- 2000년 7월 - 뮤클캐스트 개인음악방송 시작
- 2002년 12월 - 제 1회 Off-Line 공개방송 진행
- 2003년 11월 - 일일 1만명 청취 및 동시접속자 3957명 돌파
- 2004년 11월 - 뮤클캐스트 3차 리뉴얼 사이트 오픈
- 2009년 7월 - 뮤클캐스트 10주년 기념 CJ 합동방송
- 2009년 8월 - 뮤클캐스트 4차 리뉴얼 사이트 오픈
- 2014년 3월 - 팟캐스트(Podcast)서비스 시작[3]